# Jonathan Cisternas
Jonathan Josué Cisternas Fernández (* 16. Juni 1980 in Santiago) ist ein ehemaliger chilenischer Fußballspieler. Der offensive Mittelfeldspieler absolvierte drei Länderspiele und wurde auf Vereinsebene drei Mal mit dem CD Cobreloa chilenischer Meister.

## Karriere

### Verein
Jonathan Cisternas, auch Jinete genannt, begann 2000 seine Profikarriere bei Deportes Concepción, wo er in der Copa Libertadores 2001 spielte. Nach dem Abstieg des Klubs 2002 wechselte der Mittelfeldspieler zum CD Cobreloa. Mit dem Verein aus der Wüstenstadt Calama gewann Jinete drei Meisterschaften. 2006 nahm er das Angebot vom CF Universidad de Chile an, bei dem er zu Trainer Jorge Aravena kein gutes Verhältnis hatte und sich schon 2007 Coquimbo Unido anschloss. Ab 2008 lief Cisternas für Ñublense auf, bei dem der offensive Mittelfeldspieler aufblühte und das Team in seinem ersten internationalen Wettbewerb, der Copa Sudamericana 2008, vertrat. Ende 2010 wurde der Offensivakteur Kapitän des Teams und blieb bis 2015 bei Ñublense. Seine letzten Karrierejahre verbrachte er beim CD Palestino, bei dem er 2017 seine aktive Karriere beendete.

### Nationalmannschaft
Jonathan Cisternas debütierte im April 2004 für die chilenische Nationalmannschaft unter Juvenal Olmos beim Freundschaftsspiel gegen Peru, als er in der 88. Spielminute für Vereinskollege Patricio Galaz eingewechselt wurde. Im Juli 2004 stand er im Kader für die Copa América 2004, wo er bei der 0:1-Niederlage gegen Brasilien seinen einzigen Turniereinsatz hatte. Die La Roja schied mit einem Unentschieden und zwei Niederlagen in der Gruppenphase aus. Nach dem Turnier bestritt Cisternas noch ein weiteres Länderspiel im Mai 2006 beim Freundschaftsspiel gegen die Elfenbeinküste.

## Erfolge
Cobreloa
- Chilenischer Meister: 2003-A, 2003-C, 2004-C

## Nach der Karriere
Nach seiner aktiven Laufbahn wurde Cisternas als Trainer tätig. Er war dabei Assistenz- und Fitnesstrainer bei verschiedenen Klubs wie Colo-Colo unter Cheftrainer Pablo Guede und Nelson Tapia.